# Danny Blind
Dirk Franciscus Blind, detto Danny (IPA: [ˈdɛni blɪnt]; Oost-Souburg, 1º agosto 1961), è un dirigente sportivo, allenatore di calcio ed ex calciatore olandese, di ruolo difensore, membro del comitato direttivo dell'Ajax.
A livello internazionale è stato uno dei nove calciatori capaci di conquistare le tre maggiori competizioni europee per club nonché uno dei sei calciatori vincitori di tutte le manifestazioni calcistiche confederali all'epoca vigenti.

## Biografia
È padre di Daley, come lui difensore e vincitore di 7 campionati olandesi con l’Ajax.

## Caratteristiche tecniche
Originariamente terzino destro, a partire dai primi anni 1990 si propose come difensore centrale.

## Carriera

### Giocatore

#### Club
Danny Blind esordì in Eredivisie il 29 agosto 1979 con la maglia dello Sparta Rotterdam, squadra con la quale rimase per sette stagioni. La svolta nella sua carriera arrivò nel 1986, quando fu ingaggiato dall'Ajax, in fase di ristrutturazione tecnica dopo un decennio di anonimato internazionale.

Danny Blind (in piedi, terzo da destra) all'Ajax nella stagione 1995-1996

Con la squadra di Amsterdam Blind vinse cinque titoli nazionali (1990, 1994, 1995, 1996 e 1998), quattro coppe d'Olanda (1987, 1993, 1998 e 1999), la Coppa delle Coppe 1986-1987, la Coppa UEFA 1991-1992 (in finale contro il Torino) e la Champions League 1994-1995, contribuendo a far diventare l'Ajax il secondo club d'Europa in ordine di tempo, dopo la Juventus, a vincere le tre principali competizioni europee stagionali ed entrando egli stesso nel novero dei giocatori più titolati del mondo. Ad esse si aggiunsero anche la Supercoppa d'Europa e la Coppa Intercontinentale, entrambe del 1995 (in quest'ultima occasione venne nominato miglior giocatore della finale dopo aver messo a segno il rigore decisivo) e tre Supercoppe d’Olanda consecutive (1994, 1995 e 1996).

#### Nazionale
In Nazionale Blind esordì nel 1986 e, sebbene più o meno regolarmente convocato per dieci anni, prese parte alla selezione che giocò i campionati del mondo del 1990 e del 1994 e il campionato d'Europa 1996, ma non a quella che vinse il campionato d'Europa del 1988 in Germania Occidentale. Furono 42 le partite, con 1 goal, giocate in totale con la maglia arancione: l'ultima fu a Liverpool, per i quarti di finale persi contro la Francia nel corso del campionato d’Europa 1996.

### Allenatore e dirigente
Appesi gli scarpini al chiodo, viene subito nominato allenatore dello Ajax A1, dal 1º luglio 1999. Il 14 marzo 2005 è chiamato sulla panchina dei lancieri a sostituire Ruud Krol, che era già subentrato al posto di Ronald Koeman passato in Portogallo al Benfica, arrivando al secondo posto in eredivisie. L'anno seguente vince la Johan Cruijff Schaal, la KNVB beker e arriva quarto in campionato. Il 23 maggio 2006 dopo l'amichevole disputata contro l'Hierden lascia la squadra a Henk ten Cate. Dal 1º luglio 2007 è stato Direttore Tecnico dello Sparta Rotterdam, sua ex squadra, fino al 15 maggio 2008. Dal 15 maggio 2008 è stato Direttore sportivo, Direttore tecnico e Responsabile del settore giovanile dell'Ajax allenato da Marco van Basten. Dal 1º luglio 2009 al 29 giugno 2011 è stato vice-allenatore di Martin Jol prima di avere dei dissidi con quest'ultimo e poi con Frank de Boer con il quale il 15 maggio 2011 è diventato campione dei Paesi Bassi.
Il 17 novembre dello stesso anno, lasciato il ruolo di vice a Dennis Bergkamp, gli viene assegnato di nuovo l'incarico di Direttore tecnico ad interim del club capitolino. Il 28 novembre Cruijff insieme agli allenatori del vivaio Wim Jonk, Dennis Bergkamp, Bryan Roy, Ronald de Boer, John Bosman, Jaap Stam, Marc Overmars, Michel Kreek, Orlando Trustfull e Dean Gorré ha annunciato che avrebbe adito le vie legali ritenendo che gli ingaggi dei tre nuovi dirigenti violino la politica a livello tecnico adottata dal club. Il giorno dopo Rob Been, presidente del consiglio direttivo, a nome del consiglio di amministrazione ha chiesto a Cruijff di lasciare il club. Una giunta elettorale provvisoria ha guidato il club fino al 12 dicembre quando è stato eletto il nuovo consiglio al posto dei cinque attuali membri del board, invitati a lasciare la società. Il 7 febbraio 2012 è stata pronunciata la sentenza secondo la quale la nomina di van Gaal a direttore generale dei lancieri sarebbe stata irregolare e così il 9 febbraio il board (quattro consiglieri più Cruijff, che resta come consulente) si è dimesso insieme a Martin Sturkenboom e Danny Blind.
Dal 1º agosto 2012 è il vice di Louis van Gaal sulla panchina della Nazionale olandese.
Il 28 marzo 2014 viene reso noto che van Gaal verrà sostituito da Guus Hiddink al termine del Mondiale 2014 e che Blind diventerà CT nel 2016 ma già il 29 giugno 2015 sostituisce il dimissionario Hiddink (per la mancata qualificazione a Euro 2016) con assistenti Ruud van Nistelrooij e Marco van Basten (si aggiungerà poi anche Dick Advocaat). Il 26 marzo 2017, dopo la sconfitta con la Bulgaria per 2 a 0 alle qualificazioni per i Mondiali 2018 e con la squadra a rischio eliminazione, viene esonerato e sostituito dal suo assistente Fred Grim; lo stesso Advocaat non riuscirà a portare l’Olanda ai Mondiali.
Dal 23 aprile 2018 è membro del comitato direttivo dell’Ajax.
Il 4 agosto 2021 torna nello staff della Nazionale olandese sotto Louis van Gaal lasciando dopo i Mondiali del 2022.
Alla fine di ottobre 2023 torna nel comitato direttivo dell’Ajax.

## Controversie
Nel dicembre 2006 Danny Blind è rimasto coinvolto in un fatto di cronaca giudiziaria: alla guida del proprio veicolo ha investito una donna di 48 anni, diversamente abile ed in sedia a rotelle, morta sul colpo. Sottoposto a esame etilico da parte della polizia, è emerso che il suo tasso alcolico era superiore di tre volte al limite stabilito per legge.

## Statistiche

### Presenze e reti nei club
Statistiche aggiornate al 21 ottobre 2016.
| Stagione                | Squadra                 | Campionato              | Campionato | Campionato | Coppe nazionali | Coppe nazionali | Coppe nazionali | Coppe continentali | Coppe continentali | Coppe continentali | Altre coppe | Altre coppe | Altre coppe | Totale | Totale |
| Stagione                | Squadra                 | Comp                    | Pres       | Reti       | Comp            | Pres            | Reti            | Comp               | Pres               | Reti               | Comp        | Pres        | Reti        | Pres   | Reti   |
| ----------------------- | ----------------------- | ----------------------- | ---------- | ---------- | --------------- | --------------- | --------------- | ------------------ | ------------------ | ------------------ | ----------- | ----------- | ----------- | ------ | ------ |
| 1979-1980               | Sparta Rotterdam        | ED                      | 13         | 0          | CO              | 2               | 0               | -                  | -                  | -                  | -           | -           | -           | 15     | 0      |
| 1980-1981               | Sparta Rotterdam        | ED                      | 10         | 0          | -               | -               | -               | -                  | -                  | -                  | -           | -           | -           | 10     | 0      |
| 1981-1982               | Sparta Rotterdam        | ED                      | 10         | 2          | CO              | 2               | 0               | -                  | -                  | -                  | -           | -           | -           | 12     | 2      |
| 1982-1983               | Sparta Rotterdam        | ED                      | 34         | 3          | CO              | 1               | 0               | -                  | -                  | -                  | -           | -           | -           | 35     | 3      |
| 1983-1984               | Sparta Rotterdam        | ED                      | 34         | 5          | CO              | 3               | 0               | CU                 | 6                  | 0                  | -           | -           | -           | 43     | 5      |
| 1984-1985               | Sparta Rotterdam        | ED                      | 30         | 3          | CO              | 4               | 0               | -                  | -                  | -                  | -           | -           | -           | 34     | 3      |
| 1985-1986               | Sparta Rotterdam        | ED                      | 34         | 5          | CO              | 1               | 0               | CU                 | 4                  | 0                  | -           | -           | -           | 39     | 5      |
| Totale Sparta Rotterdam | Totale Sparta Rotterdam | Totale Sparta Rotterdam | 165        | 18         |                 | 13              | 0               |                    | 10                 | 0                  |             | -           | -           | 188    | 18     |
| 1986-1987               | Ajax                    | ED                      | 29         | 4          | CO              | 5               | 0               | CdC                | 7                  | 0                  | -           | -           | -           | 41     | 4      |
| 1987-1988               | Ajax                    | ED                      | 31         | 0          | CO              | 2               | 0               | CdC+SU             | 8+2                | 1+0                | -           | -           | -           | 43     | 1      |
| 1988-1989               | Ajax                    | ED                      | 30         | 2          | CO              | 4               | 0               | -                  | -                  | -                  | -           | -           | -           | 34     | 2      |
| 1989-1990               | Ajax                    | ED                      | 34         | 0          | CO              | 4               | 0               | -                  | -                  | -                  | -           | -           | -           | 38     | 0      |
| 1990-1991               | Ajax                    | ED                      | 34         | 2          | CO              | 3               | 0               | -                  | -                  | -                  | -           | -           | -           | 37     | 2      |
| 1991-1992               | Ajax                    | ED                      | 30         | 2          | CO              | 3               | 1               | CU                 | 12                 | 1                  | -           | -           | -           | 45     | 4      |
| 1992-1993               | Ajax                    | ED                      | 28         | 4          | CO              | 4               | 0               | CU                 | 8                  | 0                  | -           | -           | -           | 40     | 4      |
| 1993-1994               | Ajax                    | ED                      | 30         | 1          | CO              | 4               | 3               | CdC                | 6                  | 0                  | SO          | 1           | 0           | 41     | 4      |
| 1994-1995               | Ajax                    | ED                      | 34         | 5          | CO              | 2               | 0               | UCL                | 10                 | 0                  | SO          | 1           | 0           | 47     | 5      |
| 1995-1996               | Ajax                    | ED                      | 31         | 3          | CO              | 2               | 0               | UCL+SU             | 8+2                | 0+2                | CInt        | 1           | 0           | 44     | 5      |
| 1996-1997               | Ajax                    | ED                      | 16         | 0          | -               | -               | -               | UCL                | 5                  | 0                  | SO          | 1           | 0           | 22     | 0      |
| 1997-1998               | Ajax                    | ED                      | 26         | 1          | CO              | 4               | 1               | CU                 | 7                  | 0                  | -           | -           | -           | 37     | 2      |
| 1998-1999               | Ajax                    | ED                      | 19         | 3          | CO              | 1               | 0               | UCL                | 3                  | 0                  | SO          | 1           | 0           | 24     | 3      |
| Totale Ajax             | Totale Ajax             | Totale Ajax             | 372        | 27         |                 | 38              | 5               |                    | 78                 | 4                  |             | 5           | 0           | 493    | 36     |
| Totale carriera         | Totale carriera         | Totale carriera         | 537        | 45         |                 | 51              | 5               |                    | 88                 | 4                  |             | 5           | 0           | 681    | 54     |

### Cronologia presenze e reti in nazionale
| Cronologia completa delle presenze e delle reti in nazionale ― Paesi Bassi | Cronologia completa delle presenze e delle reti in nazionale ― Paesi Bassi | Cronologia completa delle presenze e delle reti in nazionale ― Paesi Bassi | Cronologia completa delle presenze e delle reti in nazionale ― Paesi Bassi | Cronologia completa delle presenze e delle reti in nazionale ― Paesi Bassi | Cronologia completa delle presenze e delle reti in nazionale ― Paesi Bassi | Cronologia completa delle presenze e delle reti in nazionale ― Paesi Bassi | Cronologia completa delle presenze e delle reti in nazionale ― Paesi Bassi |
| Data                                                                       | Città                                                                      | In casa                                                                    | Risultato                                                                  | Ospiti                                                                     | Competizione                                                               | Reti                                                                       | Note                                                                       |
| -------------------------------------------------------------------------- | -------------------------------------------------------------------------- | -------------------------------------------------------------------------- | -------------------------------------------------------------------------- | -------------------------------------------------------------------------- | -------------------------------------------------------------------------- | -------------------------------------------------------------------------- | -------------------------------------------------------------------------- |
| 29-4-1986                                                                  | Eindhoven                                                                  | Paesi Bassi                                                                | 0 – 0                                                                      | Scozia                                                                     | Amichevole                                                                 | -                                                                          |                                                                            |
| 14-5-1986                                                                  | Dortmund                                                                   | Germania Ovest                                                             | 3 – 1                                                                      | Paesi Bassi                                                                | Amichevole                                                                 | -                                                                          | 66’                                                                        |
| 10-9-1986                                                                  | Praga                                                                      | Cecoslovacchia                                                             | 1 – 0                                                                      | Paesi Bassi                                                                | Amichevole                                                                 | -                                                                          | 46’                                                                        |
| 20-12-1989                                                                 | Rotterdam                                                                  | Paesi Bassi                                                                | 0 – 1                                                                      | Brasile                                                                    | Amichevole                                                                 | -                                                                          | 69’                                                                        |
| 3-6-1990                                                                   | Zagabria                                                                   | Jugoslavia                                                                 | 0 – 2                                                                      | Paesi Bassi                                                                | Amichevole                                                                 | -                                                                          | 68’                                                                        |
| 26-9-1990                                                                  | Palermo                                                                    | Italia                                                                     | 1 – 0                                                                      | Paesi Bassi                                                                | Amichevole                                                                 | -                                                                          |                                                                            |
| 17-10-1990                                                                 | Porto                                                                      | Portogallo                                                                 | 1 – 0                                                                      | Paesi Bassi                                                                | Qual. Euro 1992                                                            | -                                                                          |                                                                            |
| 21-11-1990                                                                 | Rotterdam                                                                  | Paesi Bassi                                                                | 2 – 0                                                                      | Grecia                                                                     | Qual. Euro 1992                                                            | -                                                                          |                                                                            |
| 19-12-1990                                                                 | Ta' Qali                                                                   | Malta                                                                      | 0 – 8                                                                      | Paesi Bassi                                                                | Qual. Euro 1992                                                            | -                                                                          |                                                                            |
| 13-3-1991                                                                  | Rotterdam                                                                  | Paesi Bassi                                                                | 1 – 0                                                                      | Malta                                                                      | Qual. Euro 1992                                                            | -                                                                          |                                                                            |
| 17-4-1991                                                                  | Rotterdam                                                                  | Paesi Bassi                                                                | 2 – 0                                                                      | Finlandia                                                                  | Qual. Euro 1992                                                            | -                                                                          |                                                                            |
| 5-6-1991                                                                   | Helsinki                                                                   | Finlandia                                                                  | 1 – 1                                                                      | Paesi Bassi                                                                | Qual. Euro 1992                                                            | -                                                                          |                                                                            |
| 11-9-1991                                                                  | Eindhoven                                                                  | Paesi Bassi                                                                | 1 – 1                                                                      | Polonia                                                                    | Amichevole                                                                 | -                                                                          |                                                                            |
| 16-10-1991                                                                 | Rotterdam                                                                  | Paesi Bassi                                                                | 1 – 0                                                                      | Portogallo                                                                 | Qual. Euro 1992                                                            | -                                                                          |                                                                            |
| 4-12-1991                                                                  | Salonicco                                                                  | Grecia                                                                     | 0 – 2                                                                      | Paesi Bassi                                                                | Qual. Euro 1992                                                            | 1                                                                          |                                                                            |
| 12-2-1992                                                                  | Faro                                                                       | Portogallo                                                                 | 2 – 0                                                                      | Paesi Bassi                                                                | Amichevole                                                                 | -                                                                          | 78’                                                                        |
| 25-3-1992                                                                  | Amsterdam                                                                  | Paesi Bassi                                                                | 2 – 0                                                                      | Jugoslavia                                                                 | Amichevole                                                                 | -                                                                          |                                                                            |
| 27-5-1992                                                                  | Sittard                                                                    | Paesi Bassi                                                                | 3 – 2                                                                      | Austria                                                                    | Amichevole                                                                 | -                                                                          | 46’                                                                        |
| 30-5-1992                                                                  | Utrecht                                                                    | Paesi Bassi                                                                | 4 – 0                                                                      | Galles                                                                     | Amichevole                                                                 | -                                                                          |                                                                            |
| 5-6-1992                                                                   | Lens                                                                       | Francia                                                                    | 1 – 1                                                                      | Paesi Bassi                                                                | Amichevole                                                                 | -                                                                          | 79’                                                                        |
| 23-9-1992                                                                  | Oslo                                                                       | Norvegia                                                                   | 2 – 1                                                                      | Paesi Bassi                                                                | Qual. Mondiali 1994                                                        | -                                                                          |                                                                            |
| 28-4-1993                                                                  | Londra                                                                     | Inghilterra                                                                | 2 – 2                                                                      | Paesi Bassi                                                                | Qual. Mondiali 1994                                                        | -                                                                          |                                                                            |
| 19-1-1994                                                                  | Tunisi                                                                     | Tunisia                                                                    | 2 – 2                                                                      | Paesi Bassi                                                                | Amichevole                                                                 | -                                                                          | 33’                                                                        |
| 23-3-1994                                                                  | Glasgow                                                                    | Scozia                                                                     | 0 – 1                                                                      | Paesi Bassi                                                                | Amichevole                                                                 | -                                                                          |                                                                            |
| 7-9-1994                                                                   | Lussemburgo                                                                | Lussemburgo                                                                | 0 – 4                                                                      | Paesi Bassi                                                                | Qual. Euro 1996                                                            | -                                                                          | Ammonizione                                                                |
| 12-10-1994                                                                 | Oslo                                                                       | Norvegia                                                                   | 1 – 1                                                                      | Paesi Bassi                                                                | Qual. Euro 1996                                                            | -                                                                          |                                                                            |
| 16-11-1994                                                                 | Rotterdam                                                                  | Paesi Bassi                                                                | 0 – 0                                                                      | Rep. Ceca                                                                  | Qual. Euro 1996                                                            | -                                                                          |                                                                            |
| 14-12-1994                                                                 | Rotterdam                                                                  | Paesi Bassi                                                                | 5 – 0                                                                      | Lussemburgo                                                                | Qual. Euro 1996                                                            | -                                                                          |                                                                            |
| 18-1-1995                                                                  | Utrecht                                                                    | Paesi Bassi                                                                | 0 – 1                                                                      | Francia                                                                    | Amichevole                                                                 | -                                                                          | 46’                                                                        |
| 29-3-1995                                                                  | Rotterdam                                                                  | Paesi Bassi                                                                | 4 – 0                                                                      | Malta                                                                      | Qual. Euro 1996                                                            | -                                                                          |                                                                            |
| 26-4-1995                                                                  | Praga                                                                      | Rep. Ceca                                                                  | 3 – 1                                                                      | Paesi Bassi                                                                | Qual. Euro 1996                                                            | -                                                                          |                                                                            |
| 7-6-1995                                                                   | Minsk                                                                      | Bielorussia                                                                | 1 – 0                                                                      | Paesi Bassi                                                                | Qual. Euro 1996                                                            | -                                                                          | 69’                                                                        |
| 6-9-1995                                                                   | Rotterdam                                                                  | Paesi Bassi                                                                | 1 – 0                                                                      | Bielorussia                                                                | Qual. Euro 1996                                                            | -                                                                          |                                                                            |
| 11-10-1995                                                                 | Ta' Qali                                                                   | Malta                                                                      | 0 – 4                                                                      | Paesi Bassi                                                                | Qual. Euro 1996                                                            | -                                                                          | 80’                                                                        |
| 15-11-1995                                                                 | Rotterdam                                                                  | Paesi Bassi                                                                | 3 – 0                                                                      | Norvegia                                                                   | Qual. Euro 1996                                                            | -                                                                          |                                                                            |
| 13-12-1995                                                                 | Liverpool                                                                  | Irlanda                                                                    | 0 – 2                                                                      | Paesi Bassi                                                                | Qual. Euro 1996                                                            | -                                                                          | 80’                                                                        |
| 24-4-1996                                                                  | Rotterdam                                                                  | Paesi Bassi                                                                | 0 – 1                                                                      | Germania                                                                   | Amichevole                                                                 | -                                                                          |                                                                            |
| 29-5-1996                                                                  | Tilburg                                                                    | Paesi Bassi                                                                | 2 – 0                                                                      | Cina                                                                       | Amichevole                                                                 | -                                                                          | 72’                                                                        |
| 4-6-1996                                                                   | Rotterdam                                                                  | Paesi Bassi                                                                | 3 – 1                                                                      | Irlanda                                                                    | Amichevole                                                                 | -                                                                          | 46’                                                                        |
| 13-6-1996                                                                  | Birmingham                                                                 | Svizzera                                                                   | 0 – 2                                                                      | Paesi Bassi                                                                | Euro 1996 - 1º turno                                                       | -                                                                          |                                                                            |
| 18-6-1996                                                                  | Londra                                                                     | Paesi Bassi                                                                | 1 – 4                                                                      | Inghilterra                                                                | Euro 1996 - 1º turno                                                       | -                                                                          | 23’                                                                        |
| 22-6-1996                                                                  | Liverpool                                                                  | Francia                                                                    | 0 – 0 dts (5 – 4 dtr)                                                      | Paesi Bassi                                                                | Euro 1996 - Quarti di finale                                               | -                                                                          |                                                                            |
| Totale                                                                     |                                                                            | Presenze                                                                   | 42                                                                         |                                                                            | Reti                                                                       | 1                                                                          |                                                                            |

### Statistiche da allenatore

#### Club
Statistiche aggiornate al 10 ottobre 2016. In grassetto le competizioni vinte.
| Stagione        | Squadra         | Campionato      | Campionato | Campionato | Campionato | Campionato | Coppe nazionali | Coppe nazionali | Coppe nazionali | Coppe nazionali | Coppe nazionali | Coppe continentali | Coppe continentali | Coppe continentali | Coppe continentali | Coppe continentali | Altre coppe | Altre coppe | Altre coppe | Altre coppe | Altre coppe | Totale | Totale | Totale | Totale | % Vittorie | Piazzamento    |
| Stagione        | Squadra         | Comp            | G          | V          | N          | P          | Comp            | G               | V               | N               | P               | Comp               | G                  | V                  | N                  | P                  | Comp        | G           | V           | N           | P           | G      | V      | N      | P      | %          | Piazzamento    |
| --------------- | --------------- | --------------- | ---------- | ---------- | ---------- | ---------- | --------------- | --------------- | --------------- | --------------- | --------------- | ------------------ | ------------------ | ------------------ | ------------------ | ------------------ | ----------- | ----------- | ----------- | ----------- | ----------- | ------ | ------ | ------ | ------ | ---------- | -------------- |
| 2004-2005       | Ajax            | ED              | 10         | 8          | 0          | 2          | CO              | 1               | 0               | 0               | 1               | -                  | -                  | -                  | -                  | -                  | -           | -           | -           | -           | -           | 11     | 8      | 0      | 3      | 72,73      | Subentrato, 2º |
| 2005-2006       | Ajax            | ED              | 34+4       | 21         | 6          | 11         | CO              | 4               | 4               | 0               | 0               | UCL                | 10                 | 4                  | 4                  | 2                  | SO          | 1           | 1           | 0           | 0           | 53     | 30     | 10     | 13     | 56,60      | 4º             |
| Totale carriera | Totale carriera | Totale carriera | 48         | 29         | 6          | 13         |                 | 5               | 4               | 0               | 1               |                    | 10                 | 4                  | 4                  | 2                  |             | 1           | 1           | 0           | 0           | 64     | 38     | 10     | 16     | 59,38      |                |

#### Nazionale
| Stagione           | Squadra            | Campionato          | Piazzamento                      | Andamento | Andamento | Andamento | Andamento | Andamento  |
| Stagione           | Squadra            | Campionato          | Piazzamento                      | Giocate   | Vittorie  | Pareggi   | Sconfitte | % Vittorie |
| ------------------ | ------------------ | ------------------- | -------------------------------- | --------- | --------- | --------- | --------- | ---------- |
| 2015               | Paesi Bassi        | Qual. Europeo 2016  | 4º nel Girone A, non qualificato | 4         | 1         | 0         | 3         | 25,00      |
| 2016-2017          | Paesi Bassi        | Qual. Mondiale 2018 | Esonerato                        | 5         | 2         | 1         | 2         | 40,00      |
| Dal 2015 al 2016   | Paesi Bassi        | Amichevoli          |                                  | 8         | 4         | 2         | 2         | 50,00      |
| Totale Paesi Bassi | Totale Paesi Bassi | Totale Paesi Bassi  | Totale Paesi Bassi               | 17        | 7         | 3         | 7         | 41,18      |

#### Panchine da commissario tecnico della nazionale olandese
| Cronologia completa delle presenze e delle reti in nazionale ― Paesi Bassi | Cronologia completa delle presenze e delle reti in nazionale ― Paesi Bassi | Cronologia completa delle presenze e delle reti in nazionale ― Paesi Bassi | Cronologia completa delle presenze e delle reti in nazionale ― Paesi Bassi | Cronologia completa delle presenze e delle reti in nazionale ― Paesi Bassi | Cronologia completa delle presenze e delle reti in nazionale ― Paesi Bassi | Cronologia completa delle presenze e delle reti in nazionale ― Paesi Bassi | Cronologia completa delle presenze e delle reti in nazionale ― Paesi Bassi |
| Data                                                                       | Città                                                                      | In casa                                                                    | Risultato                                                                  | Ospiti                                                                     | Competizione                                                               | Reti                                                                       | Note                                                                       |
| -------------------------------------------------------------------------- | -------------------------------------------------------------------------- | -------------------------------------------------------------------------- | -------------------------------------------------------------------------- | -------------------------------------------------------------------------- | -------------------------------------------------------------------------- | -------------------------------------------------------------------------- | -------------------------------------------------------------------------- |
| 3-9-2015                                                                   | Amsterdam                                                                  | Paesi Bassi                                                                | 0 – 1                                                                      | Islanda                                                                    | Qual. Euro 2016                                                            | -                                                                          | Cap: A.Robben                                                              |
| 6-9-2015                                                                   | Konya                                                                      | Turchia                                                                    | 3 – 0                                                                      | Paesi Bassi                                                                | Qual. Euro 2016                                                            | -                                                                          | Cap: R. van Persie                                                         |
| 10-10-2015                                                                 | Astana                                                                     | Kazakistan                                                                 | 1 – 2                                                                      | Paesi Bassi                                                                | Qual. Euro 2016                                                            | Georginio Wijnaldum Wesley Sneijder                                        | Cap: W.Sneijder                                                            |
| 13-10-2015                                                                 | Amsterdam                                                                  | Paesi Bassi                                                                | 2 – 3                                                                      | Rep. Ceca                                                                  | Qual. Euro 2016                                                            | Klaas-Jan Huntelaar Robin van Persie                                       | Cap: W.Sneijder                                                            |
| 13-11-2015                                                                 | Cardiff                                                                    | Galles                                                                     | 2 – 3                                                                      | Paesi Bassi                                                                | Amichevole                                                                 | Bas Dost 2 Arjen Robben                                                    | Cap: A.Robben                                                              |
| 25-3-2016                                                                  | Amsterdam                                                                  | Paesi Bassi                                                                | 2 – 3                                                                      | Francia                                                                    | Amichevole                                                                 | Luuk de Jong Ibrahim Afellay                                               | Cap: W.Sneijder                                                            |
| 29-3-2016                                                                  | Londra                                                                     | Inghilterra                                                                | 1 – 2                                                                      | Paesi Bassi                                                                | Amichevole                                                                 | Vincent Janssen (rig.) Luciano Narsingh                                    | Cap: D.Blind                                                               |
| 27-5-2016                                                                  | Dublino                                                                    | Irlanda                                                                    | 1 – 1                                                                      | Paesi Bassi                                                                | Amichevole                                                                 | Luuk de Jong                                                               | Cap: K.Strootman                                                           |
| 1-6-2016                                                                   | Danzica                                                                    | Polonia                                                                    | 1 – 2                                                                      | Paesi Bassi                                                                | Amichevole                                                                 | Vincent Janssen Georginio Wijnaldum                                        | Cap: J.Bruma                                                               |
| 4-6-2016                                                                   | Vienna                                                                     | Austria                                                                    | 0 – 2                                                                      | Paesi Bassi                                                                | Amichevole                                                                 | Vincent Janssen Georginio Wijnaldum                                        | Cap: K.Strootman                                                           |
| 1-9-2016                                                                   | Eindhoven                                                                  | Paesi Bassi                                                                | 1 – 2                                                                      | Grecia                                                                     | Amichevole                                                                 | Georginio Wijnaldum                                                        | Cap: W.Sneijder                                                            |
| 6-9-2016                                                                   | Solna                                                                      | Svezia                                                                     | 1 – 1                                                                      | Paesi Bassi                                                                | Qual. Mondiali 2018                                                        | Wesley Sneijder                                                            | Cap: W.Sneijder                                                            |
| 7-10-2016                                                                  | Rotterdam                                                                  | Paesi Bassi                                                                | 4 – 1                                                                      | Bielorussia                                                                | Qual. Mondiali 2018                                                        | 2 Quincy Promes Davy Klaassen Vincent Janssen                              | Cap: W.Sneijder                                                            |
| 10-10-2016                                                                 | Amsterdam                                                                  | Paesi Bassi                                                                | 0 – 1                                                                      | Francia                                                                    | Qual. Mondiali 2018                                                        | -                                                                          | Cap: K.Strootman                                                           |
| 9-11-2016                                                                  | Amsterdam                                                                  | Paesi Bassi                                                                | 1 – 1                                                                      | Belgio                                                                     | Amichevole                                                                 | Davy Klaassen (rig.)                                                       | Cap: W.Sneijder                                                            |
| 13-11-2016                                                                 | Lussemburgo                                                                | Lussemburgo                                                                | 1 – 3                                                                      | Paesi Bassi                                                                | Qual. Mondiali 2018                                                        | Arjen Robben 2 Memphis Depay                                               | Cap: A.Robben                                                              |
| 25-3-2017                                                                  | Sofia                                                                      | Bulgaria                                                                   | 2 – 0                                                                      | Paesi Bassi                                                                | Qual. Mondiali 2018                                                        | -                                                                          | Cap: A.Robben                                                              |
| Totale                                                                     |                                                                            | Presenze                                                                   | 17                                                                         |                                                                            | Reti                                                                       | 26                                                                         |                                                                            |

## Palmarès

### Giocatore

#### Club

##### Competizioni nazionali
- Campionato olandese: 5

Ajax: 1989-1990, 1993-1994, 1994-1995, 1995-1996, 1997-1998
- Coppa dei Paesi Bassi: 4

Ajax: 1986-1987, 1992-1993, 1997-1998, 1998-1999
- Supercoppa dei Paesi Bassi: 3

Ajax: 1993, 1994, 1995

##### Competizioni internazionali
- Coppa delle Coppe: 1

Ajax: 1986-1987
- Coppa UEFA: 1

Ajax: 1991-1992
- UEFA Champions League: 1

Ajax: 1994-1995
- Supercoppa UEFA: 1

Ajax: 1995
- Coppa Intercontinentale: 1

Ajax: 1995

#### Individuale
- Golden Shoe: 2

1995, 1996
- Miglior giocatore della Coppa Intercontinentale: 1

1995
- ESM Team of the Year: 2

1994-1995, 1995-1996

### Allenatore
- Coppa dei Paesi Bassi: 1

Ajax: 2005-2006
- Supercoppa dei Paesi Bassi: 1

Ajax: 2005